# Acropimpla maculifacia
Acropimpla maculifacia là một loài tò vò trong họ Ichneumonidae.